# Δ-Decalactona
La δ-decalactona és un compost químic, classificat com a lactona, que es troba de manera natural en fruites i productes lactis a nivell de traces. Es pot obtenir tant de fonts químiques com biològiques. Químicament, es produeix a partir de l'oxidació de Baeyer-Villiger de la delfona. A partir de la biomassa, es pot produir mitjançant la hidrogenació de 6-amil-α-pirona. La δ-decalactona té aplicacions a les indústries alimentàries, de polímers i agrícoles per formular productes importants.
L'enantiòmer S fa bona olor. L'enantiòmer R és el component principal de la pudor d'advertència del porc espí nord-americà.